# Serie E001
La serie E001 (en japonés: E001系) también conocida por su nombre comercial, TRAIN SUITE Shikishima (en japonés: TRAIN SUITE 四季島) o simplemente, Tren Shikishima, es una serie de trenes de lujo tipo coches-cama operados por East Japan Railway Company (JR East) desde el año 2017.

## Historia

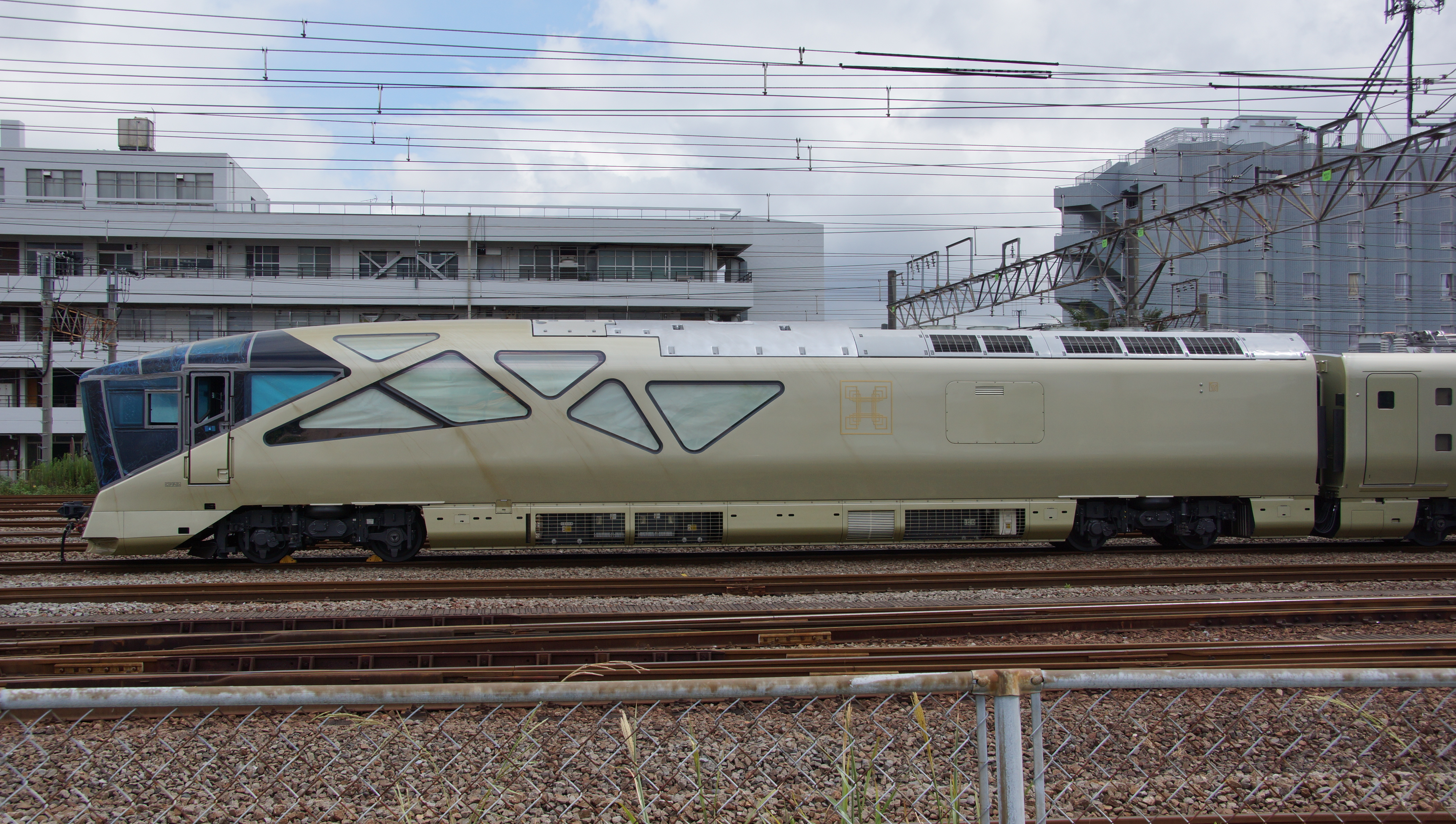
Vista lateral de la unidad motriz del E001.

En 2013 se anunció por primera vez de forma oficial la construcción de la serie E001, para la empresa JR East, del grupo Japan Railways (JR), concibiéndolo como una serie de trenes crucero de lujo para recorrer la parte norte del país durante varios días y haciendo énfasis, en la construcción de su estructura, en la existencia de amplios espacios acristaladas para poder tener más vistas al exterior que en sus trenes regulares. La construcción del primer modelo terminó en 2016, año en el cual también vería la luz el nombre comercial: TRAIN SUITE Shikishima (TRAIN SUITE 四季島). El nombre comercial está formado por dos palabras en inglés estilizadas en mayúsculas y 3 kanjis; los dos primeros son 四季 (en rōmaji: shiki), que juntos significa las ''cuatro estaciones'' del año, más 島 (en romaji: "shima"), que vendría a ser "isla", quedando como "Shikishima" y aludiendo a que sus rutas programas por la isla varían en función de cada estación del año. 
La inauguración oficial del primer modelo de la serie E001 llegó el 1 de mayo de 2017, fecha en la cual inició su recorrido desde la estación de Ueno de Tokio.

## Construcción y diseño

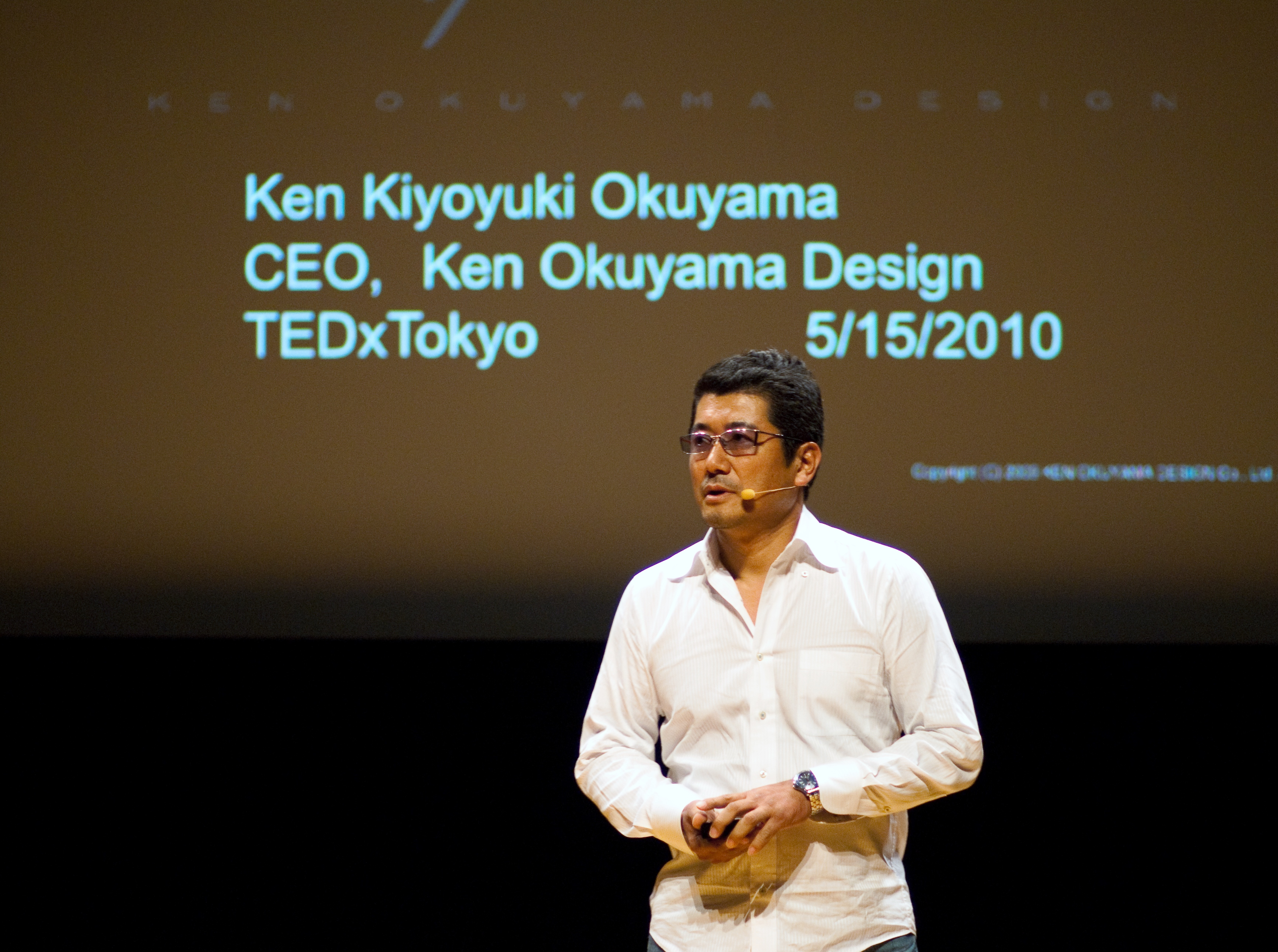
Ken Okuyama, diseñador de los interiores.

El tren Shikishima, Serie E001, fue construido entre dos compañías japonesas, Kawasaki, que usó la fábrica de Kōbe, en la prefectura de Hyōgo y Japan Transport Engineering Company (J-TREC), que usó la fábrica de Yokohama, en la prefectura de Kanagawa. Es un tren híbrido, combinando diésel y electricidad, que arrastra un total de 10 coches, dos de ellos dedicados fueron concibidos como salones panorámicos, con grandes ventanales, uno como coche restaurante, uno como de bar y relejación, 5 dedicados a dormitorios privados y 1 para las 2 suits. Los coches dormitorio están divididos para que quepan un total de 17 habitaciones con capacidad para hospedar un máximo de 34 pasajeros, incluyendo las suite que puede alcanzar los 950,000 yenes por pasajero en la opción de viaje de 4 días. Los platos ofrecidos en fueron ideados por el chef japonés Yoshihiro Murata, poseedor de tres estrellas Michelin por su labor en el restaurante Kukunoi en la ciudad de Kioto. 
El diseño del interior de los coches fue a cargo del estudio que regenta el diseñador industrial Ken Okuyama, conocido por haber realizado diseños para otros transportes de lujo tales como Porsche, Maserati o Ferrari. Entre los materiales elegidos por Okuyama para decorar el interior se incluye la madera, el mármol y el recubrimiento del suelo de las habitaciones con tatami. Los coches restaurantes los diseñó emulando un bosque, con ramas de árboles que se entrelazan hasta llegar al techo y ahí, curvarse siguiendo sus su curvatura.  

### Coches
| Número de coches       | núm. 1           | núm. 2       | núm. 3       | núm. 4       | núm. 5 | núm. 6      | núm. 7        | núm. 8       | núm. 9       | núm. 10          |
| ---------------------- | ---------------- | ------------ | ------------ | ------------ | ------ | ----------- | ------------- | ------------ | ------------ | ---------------- |
| Código                 | E001-2           | E001-2       | E001-3       | E001-4       | E001-5 | E001-6      | E001-7        | E001-8       | E001-9       | E001-10          |
| Tipo                   | Coche panorámico | Habitaciones | Habitaciones | Habitaciones | Bar    | Restaurante | Suite de lujo | Habitaciones | Habitaciones | Coche panorámico |
| Número de habitaciones | x                | 3            | 3            | 3            | x      | x           | 2             | 3            | 3            | x                |
| Capacidad              | x                | 6 personas   | 6 personas   | 6 personas   | x      | x           | 4 personas    | 6 personas   | 6 personas   | x                |
| Fabricante             | Kawasaki         | Kawasaki     | Kawasaki     | Kawasaki     | J-TREC | J-TREC      | J-TREC        | Kawasaki     | Kawasaki     | Kawasaki         |

## Itinerarios
Los trenes realizan un total de 6 itinerarios para East Japan Railway Company con la particularidad que estas rutas, únicamente se activan en ciertas épocas del año muy específicas y 3 de ellas, sólo se realizan 1 vez al año. Los trenes tienen como base la estación de Ueno de Tokio y siempre transcurren por el norte del país, llegando hasta la prefectura más norteña, Hokkaidō. Los itinerarios son cerrados y requieren entre 2 y 4 días de viaje.

### Itinerarios estacionales
Shikishima posee un total de 3 itinerarios principales estacionales activos sólo en una estación en concreto.
- Itinerario 1. Se trata de una ruta circular de 2 días de duración que conecta Tokio con Fukushima. Sólo permanece activa en primavera y verano.[9]
- Paradas:

1. Tokio
2. Enzan (prefectura de Yamanashi)
3. Yamanashi (en la prefectura homónima)
4. Chikuma (prefectura de Nagano)
5. Kitakata (prefectura de Fukushima)
6. Aizuwakamatsu (prefectura de Fukushima)

- Itinerario 2. Se trata de una ruta unidireccional de 3 días de duración que conecta Tokio con Aomori, que es la ciudad más norteña de toda la isla principal conocido como Honshū. Esta ruta sólo permanece activa durante el invierno.[9]
- Paradas:

1. Tokio
2. Shiroi (prefectura de Chiba)
3. Matsushima (prefectura de Miyagi)
4. Aomori (prefectura homónima)
5. Hirosaki (prefectura de Aomori)
6. Ichinoseki (Prefectura de Iwate)
7. Naruko (prefectura de Miyagi)

- Itinerario 3. Se trata de una ruta circular de 4 días de duración que conecta Tokio con Hokkaidō, siguiendo la costa este y volviendo a la capital por la costa oeste. Este itinerario sólo está activo durante los meses de primavera y verano.[9]
- Paradas:

1. Tokio
2. Shiroi (prefectura de Chiba)
3. Matsushima (prefectura de Miyagi)
4. Aomori (prefectura homónima)
5. Hirosaki (prefectura de Aomori)
6. Ichinoseki (Prefectura de Iwate)
7. Naruko (prefectura de Miyagi)

### Itinerarios anuales
Por otra parte, Shikishima también realiza un total de 3 rutas de índole más exclusiva, puesto solamente las realiza una vez al año y por ende, sólo pudiendo acceder 34 personas como máximo a cada una de ellas por año, que son los que caben en el tren.

#### Itinerario de 2 días (fin de año)
- Distancia recorrida: 1000km

- Paradas:

1. Tokio
2. Yuzawa (prefectura de Akita)
3. Atami (prefectura de Shizuoka)
4. Yokosuka (prefectura de Kanagawa)
5. Wadura (prefectura de Chiba)
6. Kashima (prefectura de Ibaraki)

#### Itinerario de 3 días (verano)
- Distancia recorrida: 1800km

- Paradas:

1. Tokio
2. Yuzawa (prefectura de Akita)
3. Hachinohe (prefectura de Aomori)
4. Naruko (prefectura de Miyagi)

#### Itinerario de 3 días (primavera)
- Distancia recorrida: 1000km

- Paradas:

1. Tokio
2. Sakata (prefectura de Yamagata)
3. Hanamaki (prefectura de Iwate)
4. Nasushiobara (prefectura de Tochigi)
5. Yūki (Prefectura de Ibaraki)